# Grude
För andra betydelser, se Grude (olika betydelser).
Grude (lyssna (fil), kyrilliska: Груде) är en ort i kommunen Grude i kantonen Västra Hercegovina i sydvästra Bosnien och Hercegovina. Orten ligger cirka 98 kilometer sydväst om Sarajevo och cirka 32 kilometer väster om Mostar, nära gränsen till Kroatien. Grude hade 4 347 invånare vid folkräkningen år 2013.
Av invånarna i Grude är 99,10 % kroater, 0,07 % serber, 0,07 % albaner och 0,02 % bosniaker (2013).
Grude fungerade som den självutnämnda kroatiska republiken Herceg-Bosnas de facto huvudstad under Bosnienkriget.

## Kända personer från Grude
- Milan Bandić, kroatisk politiker